# Игнатьев, Степан Лукич
 Степан Лукич Игнатьев  (1688 — 6 (17) августа 1747) — российский военный и политический деятель, генерал-лейтенант, обер-комендант, в 1744 году главноначальствующий в Петербурге. Сенатор (1744).

## Биография
Происходил из незнатного дворянского рода Игнатьевых, сын Луки Федоровича. По переписи 1710 года, за ним значился ряд деревень Ржевского уезда.
Армейскую службу начал в 1702 году, через два года поступил в лейб-гвардии Семёновский полк, служил в гренадерской роте. В 1707 году сержант. Участвовал в Северной войне и Прутском походе.
В 1715 году произведен в поручики.
В начале 1718 года стал асессором следственной канцелярии гвардии майора и бригадира Михаила Волкова. Выступал также в качестве судьи особого военно-судебного присутствия. В следующем году произведен в капитан-поручики, в январе 1721 года — в капитаны, с назначением командиром 5-й роты Семёновского полка. В 1722 году назначен в канцелярию «свидетельства мужеского пола душ».
В 1726 году определён асессором в Военную коллегию, с полковничьим чином, в том же году стал советником в коллегии. В 1727 году получил чин бригадира. Вместе с Минихом участвовал в разработке штатов русской армии перед очередной русско-турецкой войной.
После смерти императора Петра II выступает против Верховного тайного совета, стремившегося ограничить власть императрицы Анны Иоанновны. Становится действительным статским советником, в следующем году назначается императрицей к присутствию в Сенате при чтении доклада о вотчинах.
В феврале 1734 года Игнатьев получает чин генерал-майора, а в сентябре становится комендантом в Санкт-Петербург, с оставлением присутствующим в Военной коллегии.
Продолжал участвовать в работе следственных и судебных комиссий. В 1736 году — член следственной комиссии для рассмотрения дела о судьях Сибирского приказа и о бывшем иркутском губернаторе Алексее Жолобове; в 1737 году — член генерального суда над сенатором князем Дмитрием Голицыным.
В 1737 году участвовал в комиссии для освидетельствования приходо-расходных книг Петербургской городской канцелярии, выявив многочисленные злоупотребления, в 1739 году — в особой Комиссии для устройства конских заводов.
В 1740 году награждён чином генерал-лейтенанта. В том же году ненадолго попадал под следствие за дружбу с Артемием Волынским, но уже вскоре был включен в состав Генерального собрания для суда над ним. Позже хлопотал о его детях, стал поверенным в их делах.
В январе 1741 года назначен на вновь созданную должность вице-президента Военной коллегии. Поддержал Елизавету Петровну в борьбе за власть, даже предлагал навести крепостные орудия на город.
В 1742 году разбирал жалобу на руководство Академии Наук, приняв его сторону, в 1743 году участвовал в суде над Лопухиной и др. Награждён орденом святого Александра Невского.
В июне — декабре 1744 года главноначальствующий в Санкт-Петербурге.
Принимал участие в перестройке Санкт-Петербургской (Петропавловской) крепости из деревоземляной в каменную, в перестройке комендантского дома, завершившейся в 1746 году (стал первым комендантом, поселившимся в нём).

## Семья
Жена — Евдокия Ивановна. Сын — Иван (1713—?), майор.